# Rota da Idanha
GR 12 – Rota da Idanha  (Portugiesisch für Route von Idanha) ist ein portugiesischer Fernwanderweg im Landkreis Idanha-a-Nova.

## Details

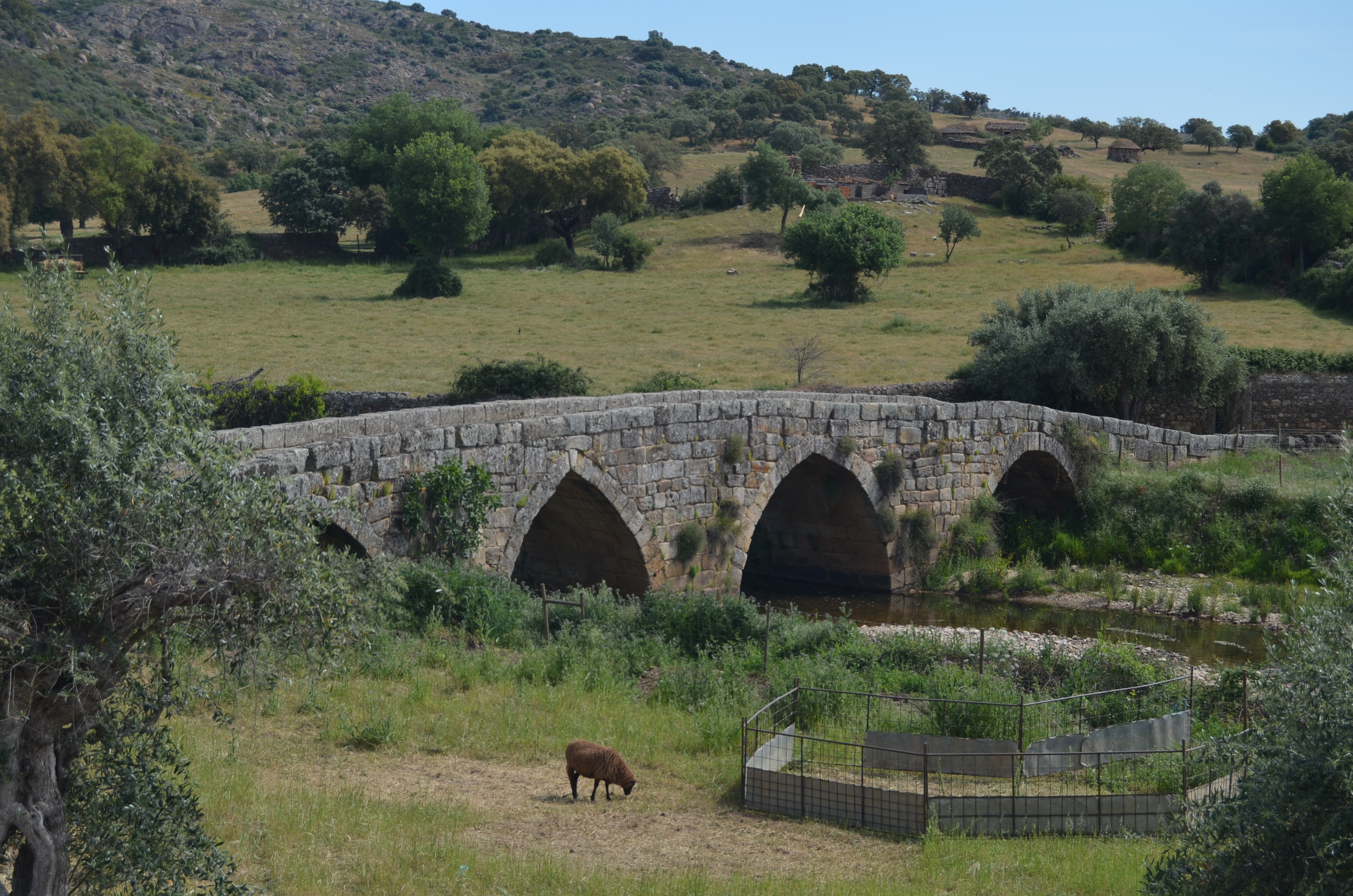
Brücke im Kreis Idanha-a-Nova

Der 80 km lange Weg trägt die offizielle Nummer GR 12 und deckt sich auf Teilstrecken mit dem Europäischen Fernwanderweg E7. Der Weg ist als mittelschwer eingestuft und führt von Idanha-a-Nova bis zum Thermalbad von Monfortinho, den Termas de Monfortinho.
Der Weg im Netz der Grande Rota wird vom portugiesischen Wanderverband Federação de Campismo e Montanhismo de Portugal (FCMP) betreut. Erweiterungen des GR 12 entlang des Tejo-Flusses und des E7 sind in Arbeit und werden schrittweise durch die FCMP anerkannt, etwa der Abschnitt zwischen Abrantes und Constância.
Benannt ist der Weg nach der historischen Ortsbezeichnung Idanha, das auf die römische Gründung Civitas Igaeditanorum zurückgeht, dem heutigen Idanha-a-Velha. Der Weg führt durch die von kleinbäuerlicher Landwirtschaft geprägte Region der Beira Baixa, die hier den Übergang von der gebirgigen, zerklüfteten Beira-Alta-Region in das weite Flachland des Alentejo markiert. Der Weg passiert dabei Stauseen, Felsformationen und alte Ortschaften, darunter einige der Aldeias Históricas de Portugal wie Idanha-a-Velha und Monsanto.